# Francisco Oliva García
Francisco Oliva García (Málaga, 24 de noviembre de 1946-ib.,5 de octubre de 2019) fue un político español perteneciente al PSOE, consejero de Trabajo de la Junta de Andalucía entre 1990 y 1994.
Licenciado en Derecho, en 1975 se afilió al PSOE y a la UGT, siendo secretario técnico de la Consejería de Interior de la Junta de Andalucía (1978) y primer teniente de alcalde en el Ayuntamiento de Málaga (1979). En 1982 fue elegido diputado por Málaga, cargo que ocupó hasta 1987 cuando fue designado diputado al Parlamento Europeo. En Bruselas, ocupó la vicepresidencia de la Delegación para las relaciones con los países del Magreb (1987-1989). En 1990, Manuel Chaves lo nombró consejero de Trabajo, cargo que ocupó hasta 1993. Fue diputado en el parlamento andaluz entre 1994 y 1996, y en 1999 fue candidato del PSOE a la alcaldía de Málaga, aunque perdería ante la popular Celia Villalobos.
En 2008, recibió el premio Blanco White por haber sido eurodiputado andaluz.
Francisco Oliva falleció el 5 de octubre de 2019 en la ciudad de Málaga a los setenta y dos años tras padecer una larga enfermedad.